# 대한민국 제14대 대통령 선거 통일국민당 후보 선출
제14대 대통령 선거 통일국민당 후보 선출은 1992년 대선을 위해 원내 제3당인 통일국민당의 후보를 결정한 절차를 말한다. 당의 창업주인 정주영 전 현대그룹 회장이 사실상 만장일치로 대통령 후보로 선출됐다.

## 창당
1992년, 정주영 현대그룹 회장은 대통령 선거 출마를 위해 통일국민당 창당 작업에 나섰다. 김동길 전 연세대 교수의 새한당 등을 흡수해 정식으로 창당된 통일국민당은 그해 제14대 국회의원 총선거에서 30여석을 획득하며 원내 제3당으로 부상하며 대통령 선거를 치를 기반을 닦았다.

## 방식
통일국민당 당헌엔 "대통령 후보자의 선출은 재적 대의원 과반수의 출석과 출석대의원 과반수의 찬성으로 결정한다. 다만, 출석대의원 과반수의 찬성을 얻은 후보자가 없는 경우에는 1, 2위 득표를 한 2인에 대하여 결선투표를 하여 다수득표자를 당선자로 한다"고 규정돼 있었다. 그러나 1992년 4월 29일 당무회의에서 통과된 대통령 후보 선출 규정에는 "입후보자가 한 명일 경우 기립 또는 거수로 할 수 있다"고 규정, 사실상 정주영 국민당 대표가 단일 후보가 될 것으로 예측되었다.

## 후보
정주영 통일국민당 대표는 시도별로 20명씩, 총 200인에서 300명 사이의 대의원의 추천을 받아야 한다는 규정에 따라 13개 시도에서 대의원 300명의 추천으로 5월 6일 입후보했다. 그 외에 후보 등록을 한 당원이 없어 정주영 후보가 단독 후보가 되었다.
| 통일국민당 제14대 대통령 선거 경선 후보 | 통일국민당 제14대 대통령 선거 경선 후보 | 통일국민당 제14대 대통령 선거 경선 후보 | 통일국민당 제14대 대통령 선거 경선 후보 |
| 후보                                    | 생년                                    | 경력 | 비고                                    |
| --------------------------------------- | --------------------------------------- | --- | --------------------------------------- |
| 정주영                                  | 1915년                                  | 현대그룹 창업주 현대그룹 회장 현대그룹 명예회장 현대건설 대표이사 명예회장 현대자동차그룹 창업회장 현대중공업그룹 창업회장 통일국민당 총재 제14대 국회의원 | 최종 후보 선출                          |

## 전당대회
통일국민당은 1992년 5월 15일 한국종합전시장에서 대의원 1,796명 중 1,738명이 참석한 가운데 임시 전당대회를 개최하였다.
박한상 당 선관위 위원장이 대선 후보를 기립 표결로 선출하는 것에 대해 대의원들의 의견을 묻자, 김범명 대의원에 의해 대의원들의 동의가 선포되었다. 곧이어 봉두완 전당대회 의장의 재청과 대의원들의 박수로 기립 표결이 확정됐다. 반대 의견을 듣는 시간은 없었다. 이에 정주일 대의원은 기립 표결은 비민주적인 투표 방식이라고 항의하며 단상으로 돌진하였으나 제지 당했다.
결국, 정주일 대의원이 퇴장한 가운데 실시된 기립 표결에서 정주영 대표는 출석 대의원의 과반을 넘는 1,727표를 받아 대통령 후보로 선출됐다.
| 후보       | 득표수 | %    | 비고      |
| ---------- | ------ | ---- | --------- |
| 정주영     | 1,727  | 99.4 | 후보 확정 |
| 반대       | 7      | 0.4  |           |
| 기권       | 4      | 0.2  |           |
| 합계       | 1,738  | 100  |           |
| 당선정족수 | 870    |      |           |

## 같이 보기
- 대한민국 제14대 대통령 선거
- 대한민국 제14대 대통령 선거 민주자유당 후보 경선
- 대한민국 제14대 대통령 선거 민주당 후보 경선